# Tineovertex antidroma
Tineovertex antidroma är en fjärilsart som beskrevs av Edward Meyrick 1931. Tineovertex antidroma ingår i släktet Tineovertex och familjen äkta malar. Inga underarter finns listade i Catalogue of Life.